# 民衆の敵 (1978年の映画)
『民衆の敵』（みんしゅうのてき、An Enemy of the People）は、1978年公開のアメリカ合衆国の映画。ヘンリック・イプセンの同名戯曲をアーサー・ミラーが翻案したものを原作とし、ジョージ・シェーファーが監督した。スティーブ・マックイーンが主人公のトマス・ストックマンを演じ、兄のピーターをチャールズ・ダーニング、妻のキャサリンをビビ・アンデショーンが演じた。

## あらすじ
トマス・ストックマン（スティーブ・マックイーン）は、ノルウェーの名も知られぬ小さな町の医師である。町の近くに温泉が湧き、療養を目的とした観光の増加が期待されていたが、ストックマンは町の皮革業から出る排水で温泉が汚染されていることを発見した。彼は地元紙の「メッセンジャー」にその事実を告発したが、同紙はトマスの兄で町長のピーターによって圧力を掛けられた。ピーターはトマスが黙っているなら、温泉による収入で彼の望みを叶えることができると提案したが、トマスは妥協しなかった。
トマスはこの事実を広めるため、集会を開催するが、ピーターと新聞の記者は彼を罵って嘲り、トマスは事件の内容を伝えることができなかった。トマスの一家はそれまで町民から尊敬されていたが、娘は学校から放校され、自宅の窓には石が投げつけられた。一家は依然としてトマスに忠実で、アメリカへの移住にも反対した。代わりに彼らは町に留まり、時が経ってトマスの発見が証明されるのを待つこととする。彼らが自身の決定を祝っているその時、新たな石のつぶてが窓から投げ込まれたのだった。

## 製作
『タワーリング・インフェルノ』を手がけた後、マックイーンは世界で最も高給取りの映画スターの一人となった。それにも関わらず、彼は4年間映画出演から離れることとなる。この期間にいくつかのオファーを受けたが、彼は高額のギャラと、妻のアリ・マッグローとの共演を主張した。この期間に実現しなかったプロジェクトの中には、エリオット・カストナー製作の『Deajum's Wife』、マイケル・ウィナー監督の『The Johnson County War』（結局マイケル・チミノ監督によって『天国の門』として実現した）、ローレンス・オリヴィエ共演の『ベッツィー』などがある。彼はまた、マッグローが『天国から来たチャンピオン』に出演することを拒否したり、『遠すぎた橋』や『地獄の黙示録』で出演を拒否したり、自分自身のギャラを引き下げたりした。マックイーンは150万ドルのギャラでウィラード大尉役をオファーされたが、その後カーツ大佐役がより少ないことで、300万ドルを要求した。非活動的で退屈だが、主流の仕事に対する要求を低くすることを望まなかったマックイーンは、B級映画『ウーマン・リベンジャー/復讐の美女姉妹体当りスーパーバイオレンス (Dixie Dynamite) 』のスタントライダーを週175ドルの報酬で演じた。
この間にマックイーンはミラーが翻案したイプセンの戯曲に興味を持ち、アクション映画でのタフガイという彼のペルソナに挑戦し、古典的な演技のルーツに戻ってその演技能力に多くの賞賛を得ることができる機会と見なした。彼は映画を製作するために自身のソーラー・プロダクションを使い、配給のワーナー・ブラザースに興味を持ってもらうために、自らはエクゼクティブ・プロデューサーとして、報酬は最小限に抑えた。
マックイーンは撮影中も「戯曲ものに挑戦する事が僕のライフワークだった」と語っている。
当時の匿名の情報筋：
最初は冗談だと思った。まるでジョン・バリモアがキャリアの頂点にいるときに、ターザンを演じることを決めたかのようだった。誰もがスティーブがたくさんの台詞をしゃべりたくないことを知っている。イプセンの戯曲は対話以外何もない。我々は彼がファースト・アーティストに彼の契約を解除させようとしていると思った。
妻のアリ・マッグロー：
彼は別の打ち合いをしたくなかったの。スティーブは、世界が彼が考えると思うすべてのものの組み合わせよ。マッチョで、タフで、鈍感なの。でも、彼はまた私が知っている最も敏感な男です。彼は読書を始めたわ：チェーホフ、ストリンドベリ、ゴーゴリ、たくさんの人々。『民衆の敵』が彼に触れた。
マックイーンは1976年5月にシェーファーに監督を打診した。シェーファーは「私が知っていたのは、オートバイに乗ってスクリーン上に登場するキャラクターだった。しかしスティーブは真剣だ。若者をもう演じたくないと思ったとき、人生のポイントがやって来る。私はその映画が彼の貧弱な演技を守るよう作ることはできないと言った。彼は完全に同意すると言った。」と語った。

### キャスト
当初マックイーンはキャサリン・ストックマン役にマッグローを考えていたが、夫婦の関係は既に破綻していた。1978年にマッグローはマックイーンの元を去り、サム・ペキンパーの『コンボイ』に出演した。マッグローの映画出演としては『ゲッタウェイ』以来のことであった。マッグローに代わってスウェーデン人女優のビビ・アンデショーンがキャサリンを演じた。ピーター・ストックマン役は当初ニコール・ウィリアムソンが考えられていたが、チャールズ・ダーニングに変更となった。

### 撮影
撮影は3週間のリハーサルの後、MGM撮影所の大型サウンドステージで8月30日に始まった。チャールズ・ダーニングは、「リハーサルの最初の週の後、彼は撮影を開始する準備ができていると思ったが、そうではなかった。そしてリハーサルの2週間後には、彼はそうではないことを知った。彼の演技は、3週間にわたって劇的に成長した。」と回想している。
ジョージ・シェーファー監督は舞台劇そのままの雰囲気をストレートに画面に伝える為、特にレンズに気を配った。
29ミリの広角レンズを使う事でそれは成功した。また、このレンズのおかげで照明も舞台で上演される時の明るさに再現できた。
映画の予算はもともと250万ドルであったが、300万ドルまで増加した。マックイーンは映画に専念し、1902年のスウェーデンの舞台演劇の写真を自分のメーキャップのベースとし、個人的にセットの建設を監督した。そして、たとえそれが彼のトレードマークであった無口なスタイルに反したとしても、演技の中でのクライマックスにおける長いスピーチを固守した。

## 公開
映画は1976年に製作され、1977年初頭に公開の準備が整った。
ワーナー・ブラザースは映画の宣伝方法を失っていた。マックイーンは長髪にヒゲを蓄えた容貌でほとんど彼と認識できなかった。台詞の多い映画は、確立されたアクションスターに期待されたものではなく、非常に限定された劇場でのみ公開された。『民衆の敵』は完成から1年間棚上げされ、1978年3月に仮公開された。興行成績は振るわず、すぐに終了した。本作の宣伝のためのポスターは、『ゲッタウェイ』のドク・マッコイ、『砲艦サンパブロ』のジェイク・ホルマン、『ブリット』のフランク・ブリットを含むそれまでマックイーンが演じたキャラクターが本作のトマス・ストックマンを囲んだ物であった。ロビーカードも発行されたが、映画の写真は使用されなかった。代わりに試写での肯定的なレビューが使用された。マックイーン自身がプロモーションとしてUCLAで「The Genius of Ibsen」と題した1時間の講演を行ったが、1978年10月の全国公開は中止された。
マックイーンはより慣れ親しんだ領域に戻り、西部劇の『トム・ホーン』とアクション映画の『ハンター』に出演した。
日本公開は1983年一部のアート系映画館（名古屋伏見ミリオン座など）でひっそりと短期間での公開だった。
短期間の公開後も、公開は非常に曖昧なままであり、ホームメディアのリリースも2009年まで行われなかった。

## キャスト
- スティーブ・マックイーン：トマス・ストックマン
- チャールズ・ダーニング：ピーター・ストックマン
- ビビ・アンデショーン：キャサリン・ストックマン
- エリック・クリスマス：キル
- マイケル・クリストファー：ハヴステッド
- リチャード・ダイサート：アスラクセン
- マイケル・ヒギンズ：ビリング
- リチャード・ブラッドフォード：フォースター船長
- ハム・ラーセン：モーテン・ストックマン
- ジョン・レヴィン：エジリフ・ストックマン
- ロビン・ローズ・ピアソン：ペトラ・ストックマン